# 冬の華
『冬の華』（ふゆのはな）は、1978年（昭和53年）6月17日（土曜日）に公開された日本映画。製作は東映（京都撮影所）。監督は降旗康男。脚本は倉本聰。主演は高倉健。

## 概要
横浜を舞台に、高倉健演じる義理堅い昔気質のヤクザが、暴力団抗争に巻き込まれて行く様子を描く。キャストは従来の東映ヤクザ映画の常連で固められているが、音楽はクロード・チアリが担当しているほか、クラシック音楽やシャガールの絵画がストーリーのポイントになっているなど、芸術性を帯びた作風になっており、異色のヤクザ映画である。

## ストーリー
横浜に本拠を置き関東に勢力を張る暴力団・東竜会幹部の加納秀次（高倉健）は、兄弟分の松岡幸太郎（池部良）を殺さざるを得なかった。松岡は組を関西連合に吸収させようと画策していたからだ。加納は、松岡殺しの罪により北海道の旭川刑務所で長期の服役を強いられる。
15年後、出所して横浜に帰ってきた加納は、舎弟の南幸吉（田中邦衛）が用意してくれていた山手の高級マンションに落ち着いた。東竜会に挨拶へ出向いた加納は幹部たちから温かく歓迎されるが、金満振りを誇る彼らの変貌に困惑する。親分の坂田良吉（藤田進）はヤクザ稼業に疲れて絵画の収集と制作に夢中になっており、加納にもシャガールの絵画の良さを説く。幹部たちは高級外車を乗り回してナイトクラブで豪遊するなど、贅沢な暮らしを満喫している。加納に尽くしてくれる南も自動車販売会社を経営し、普段は組と距離を置いていた。加納が服役している間に、彼らから渡世人の面影は消えていた。
一方で、加納は、15年前に殺した松岡の一人娘である松岡洋子（池上季実子）のことが気がかりであった。この15年間、加納は南を介して洋子の援助を行っており、自らは、「ブラジルにいるおじさま」として文通をしていた。洋子は全寮制の女子校で学ぶ17歳の高校生になっていた。加納は手紙に出てきた馬車道の喫茶店「コンチェルト」でチャイコフスキーの『ピアノ・コンチェルト』を聴き、洋子をそっと見守る。
加納は実兄・一郎（大滝秀治）の忠告もあり、ヤクザの世界から足を洗って木工職人になるつもりでいた。親分の坂田も加納に傘下の組を任せたいとの思いを封印し、堅気になることを黙認していた。
その矢先、坂田はシャガールの絵画の出物があると連れ出され、だまし討ちの形で関西連合に殺されてしまう。坂田の息子で陸上自衛隊幹部自衛官の坂田道郎（北大路欣也）は復讐心を燃やす。しかし、生前坂田は息子が堅気の自衛官であることを慮り、加納に「息子を組の抗争に巻き込ませるな」と遺言していた。
東竜会の構成員たちが坂田の死の真相を調べるうちに、東竜会幹部の山辺修（小池朝雄）による裏切りが判明する。加納は坂田の遺言を守るため、自らが鉄砲玉となって山辺を殺す決心をする。ただ、洋子のことだけが心残りになっていた。加納は、洋子へ「当分日本には帰れない」とだけ電話で伝え、洋子と恋仲になっていた竹田乙彦（三浦洋一）に堅気となって添い遂げるよう約束させる。
加納は、親の仇を取るつもりであった道郎を自宅に留めさせ、山辺を自ら刺し殺す。加納は、再び会うことはかなわない洋子の幸福を願いつつ、15年前の浜辺での出会いを思い出すのであった。

## キャスト
- 加納秀次：高倉健

- 坂田道郎：北大路欣也
- 松岡洋子：池上季実子
- 南幸吉：田中邦衛
- 竹田乙彦：三浦洋一
- 山辺修：小池朝雄
- 立花道夫：夏八木勲
- 柿沼三郎：小林亜星
- 大谷五郎：山本麟一
- ミナケン：峰岸徹
- 山本武彦：寺田農
- 石井富吉：今井健二
- 中井俊助：天津敏
- 画廊の主人：林彰太郎
- 向井大介：岩尾正隆
- 花井喜一郎：小林稔侍
- 高畑哲次：青木卓
- 酒匂：田中浩
- 望月修二：曽根晴美
- 三井清：大木晤郎
- 井上杵次：高並功
- 新興勢力の幹部：丘路千、白川浩二郎
- 新興勢力の子分：幸英二
- 渡辺弘：北浦昭義
- 刑事課長：蓑和田良太
- 大貫：志摩靖彦
- 小村威男：原聖四郎
- 自衛官：鳥巣哲生
- 矢部：奈辺悟
- 囚人：秋山勝俊
- 新興勢力の子分：勝野賢三、小峰隆司
- 坂田良吉：藤田進
- ウェイトレス：岡本広美
- 坂田ふみ：八汐路佳子
- 花井きぬ：富永佳代子
- バーの女：榊淳
- 豪邸の老女中：岡島艶子
- バーの女：稲妻範子
- 少女時代の洋子：小牧千代子
- ドス健：木谷邦臣
- 佐伯三次：司裕介
- 酒匂のグループ：志茂山高也
- トラック運転手：宮城幸生
- 新興勢力の子分：笹木俊志
- 酒匂のグループ：松本泰郎
- 新興勢力の子分：細川ひろし
- 刑事：池田謙治
- 三枝のボディガード：福本清三
- 中井組若衆：藤沢徹夫、矢部義章、西山清孝
- 勝又勇：白井滋郎
- 警官：峰蘭太郎
- 東竜会チンピラ：友金敏雄
- 自首した男：藤長照夫
- 新興勢力の子分：畑中怜一
- 自衛官：小坂和之
- 山辺組チンピラ：大矢敬典
- バーの女：竹田幸野
- 事務員：浜加代子
- 一郎：大滝秀治
- 三枝信吉：岡田眞澄
- 陳：小沢昭一
- メリー：倍賞美津子
- 松岡幸太郎：池部良

## スタッフ
- 監督：降旗康男
- 脚本：倉本聰
- 企画：俊藤浩滋、橋本慶一
- 撮影：仲沢半次郎
- 美術：井川徳道
- 照明：増田悦章
- 録音：溝口正義
- 編集：堀池幸三
- 助監督：藤原敏之
- 記録：森村幸子
- 音楽：クロード・チアリ
- 装置：三浦公久
- 装飾：柴田澄臣
- 背景：西村和比古
- スチール：遠藤努
- 衣裳：森護
- 美粧：田中利男
- 結髪：白鳥里子
- 演技事務：森村英次
- 技斗：上野隆三
- エレクトーン：高橋京子
- 進行主任：俵坂孝宏
- 宣伝担当：佐々木嗣郎、丸国艦
- 協力：東映俳優センター、京都 東急イン、京都円山公園 長楽館、同志社・アーモスト館
- 挿入曲

チャイコフスキー作曲
ピアノ協奏曲第一番
(演奏)ヴラディーミル・アシュケナージ(ピアノ)
ロンドン交響楽団
指揮：ロリン・マゼール(ロンドンレコード)

## 製作

### 企画
高倉健の仁侠映画の大ファンである倉本聰が、高倉出演の映画の感想等を書いた手紙を高倉に数年間送り、高倉から「いつか一緒に仕事が出来たら」と返事をもらっていた。そのうち、高倉にTBSからテレビドラマ出演のオファーが来て、それなら倉本さんに脚本をお願いできないかとなり、これが『あにき』(1977年10月7日～1977年12月30日)となった。高倉を慕う大原麗子が、倉本のドラマに多く出ていた関係で大原が段取りを組み、南青山の喫茶店「ウエスト」で倉本と高倉は初めて会った。『あにき』の撮影中に見学に来た俊藤浩滋に高倉が倉本を紹介し、俊藤が倉本に「何か一緒に映画をやらないか」と提案。本作の製作がスタートした。当時の高倉は前年の『幸福の黄色いハンカチ』で各映画賞を総なめ。倉本は当時、新しいテレビドラマの分野を切り拓く新進気鋭の脚本家という位置付けで、さらに横山博人監督の『純』、岡本喜八監督の『ブルークリスマス』と倉本脚本が相次いで映画化されていた。『冬の華』は22本目の映画化脚本となる。高倉は2年半、東映で仕事をしていなかったが、オファーは何本も受けていた。しかしどれもいまいちノリきれずにいたところ倉本の提案した本作を気に入り、俊藤も賛成し、久しぶりの東映での出演となった。本作以降、元ヤクザという設定はあるものの、現役ヤクザを演じた作品はなく、本作は高倉の最後のヤクザ映画である。俊藤は1978年2月公開を目指して『人生劇場』のリメイクを企画していたが、飛車角を予定していた高倉に「スケジュールが取れない」と夢にも思っていなかった断れ方をされ、企画自体もポシャっていたため、何とか面目を保った形となった。『映画時報』1978年4月号に「東映は6月に高倉健、池部良主演の『冬の華』を一本立て興行する」という記述が見られる。

### 製作発表
1978年3月22日（水曜日）、京都嵐山の料亭で、高倉健、池上季実子らが出席し、製作発表会見が行われた。会見で「製作費5億円、撮影期間45日。明日（1978年3月23日）から鳥取砂丘でクランクイン、公開は6月上旬を予定している」などと発表があった。高倉は「これまでのもの（任侠映画）とあまり違わないが、倉本さんの文体が違うので、出来上がったものはかなり違ったものになると思う」と話した。

### 脚本
倉本は東映やくざ映画の筋金入りの大ファン。「昭和残侠伝シリーズ」で高倉が演じた"花田秀次郎"というヒーローがいなくなって、とても淋しいという想いが常にあり、しかし再登場させても二番煎じにしかならないし、どうしたらいいか考え、花田秀次郎がいなかった五、六年間は網走刑務所に入っていたのではないかと着想し『冬の華』の主人公・加納秀次は還ってきた花田秀次郎として造型した。また数年前から『あしながおじさん』をベースに脚本を推敲をしていて、本作に取り入れた。これらのプロットを高倉が北海道の倉本の自宅を訪ねて来た際に話すと、高倉もノッてくれた。その後も喫茶「ウエスト」などで高倉と会い話を詰めた。高倉はあまり喋らないが、高倉からジャン・ギャバンやアラン・ドロンの出るフランスのフィルム・ノワールのような雰囲気にしてほしいと要望があった。倉本は本作の脚本執筆中に勝新太郎と京都祇園で飲んだ時、勝から「菅谷政雄の伝記を書いてくれ」と頼まれた。倉本は断ったが、酔っぱらった勝の運転するリンカーン・コンチネンタルで強引に神戸三宮まで連れて行かれ、初めてヤクザと酒を飲んだ。クラブを4軒ハシゴしたこの夜の実体験は、本作中でカラオケのマイクの取り合いから殺人に発展するシーンなど、本作の脚本に大いに活かされたという。菅谷は本作の試写会に子分と一緒に招かれ、「おお、なかなかええやないか」と褒め、ヤクザ映画にシャガールを出すなどの内容に不満があった俊藤を黙らせたという。

### トラブル
倉本が『冬の華』というタイトルで東映に脚本を提出したが、岡田茂東映社長が「『冬の華』では客が来ない」と、『網走の花嫁』、もしくは『網走の天使』にタイトルを変更しようとした。これを知った倉本が「では、脚本を返してください」と怒った。当時の倉本と高倉の仲では、倉本に脚本を返してしまうと高倉の出演もなくなってしまう恐れがあった。また当初はヒロインに山口百恵が予定されており(詳細は後述)、彼女と、『幸福の黄色いハンカチ』で各賞を総なめにした高倉の競演ならば確実にヒットが予想されていた。そのような背景もあって、高倉の古巣である東映では「絶対に高倉で映画を作れ」との指令が出ており、倉本の言い分を全部呑まなければならないという状況が生まれた。
監督は山下耕作の予定だったが、初顔合わせのとき、倉本が山下に「このシナリオを映画化するに当たっては、セリフの一字一句も変えないでください。もちろんト書もです。少しでも変えたら引き上げます」と言うので、山下が「ふざけるな、こんな脚本家とできるか!」と激怒し降板した。京都撮影所内ではこの話がすぐに知れ渡り、「さすが将軍や！」と撮影所内は山下への賛辞で満ち溢れた。一方、断った山下本人は以上とは少し違ったことを述べており、断った理由は『冬の華』の題名の変更を一字一句許さない倉本聰の生意気さに立腹したからだという。脚本自体には文句がなく、タイトルの件がなければ引き受けていたとのことである。また、山口百恵とは仕事がしたかったので、出演が実現していたら監督をやったと述べている。

### 監督交代
俊藤が仲のよい降旗康男に監督のオファーを出し、降旗は山下の降板は知らずにこれを受けた。倉本との打ち合わせにあたり、今度は俊藤が降旗に「降さん、ホンのことは何も言うなよ」と釘をさしていたが、倉本は降旗の大学の後輩であり、「何か言うと脚本を引き上げるんだって？」と降旗がストレートに聞いたところ倉本は「全部(降旗さんに)任せます」と答えた。しかし脚本の出来が良く結局ほとんど直さなかったという。降旗も高倉と同じく東映上層部と揉めて東映を退社しており、この頃、山口百恵主演のテレビドラマ「赤い疑惑」など「赤いシリーズ」を演出していて、映画は4年ぶりであった。

### キャスティング
巨乳で高倉に迫る娼婦・メリー役は、高倉が倍賞美津子を指名。高倉が女優を指名するのは初めて。ラストの戦いに加わる花井喜一郎役は、当初北島三郎がキャスティングされていたが、全体のバランスを考え、小林稔侍に変更された。坂田道郎役には東映から北大路欣也か松方弘樹を使って欲しいと要望があり、高倉と仲のいい北大路がキャスティングされた。また『現代任侠史』は、一部キャストに本作との重複が見られる。主役・高倉健、田中邦衛、夏八木勲、小池朝雄、今井健二、林彰太郎、岩尾正隆、青木卓など。他に高倉に可愛がられていた谷隼人が、出番も台詞も少ない役で出演を打診されていた。ところが途中から出番の多い役（三浦洋一が演じた竹田乙彦役）に替わると聞かされた。当時の谷はテレビの仕事が忙しかったため、アシスタントプロデューサーに「だったら、ギャラは10倍貰わなければ出ないよ」と軽口を叩いた。これが俊藤の耳に入り「なんや。谷はずいぶん偉くなったな。干したれや」と言われ、出演が取り消された。高倉は事情を聞かされず、「あれ、谷はいないの?」と近しい人に訪ねていたという。谷はその後19年間、高倉との交流が途絶えた。

### 撮影
1978年3月29日、冒頭の砂浜のシーンからクランクイン。高倉、田中邦衛、池部良、松岡洋子の子役参加の砂浜は鳥取砂丘の北側。次のシーンで、刑期を終えた高倉が降り立つのは横浜市桜木町駅。高倉が身を落ち着くマンションは本牧。主舞台は横浜で、他に山下公園やカトリック山手教会などが出るが、横浜ロケはあまりなかったとされる。製作が東映京都撮影所だったため京都でのロケも多く公開当時、問い合わせが多かった喫茶店は馬車道ではなく、京都円山公園内の長楽館、同じく京都の同志社大学構内のアーモスト館で行われた。池上は東映スタッフの高倉に対するピリピリ感が凄く、驚いたと話している。1978年4月29日クランクアップ。

## 興行
ラッシュを観た岡田東映社長が出来栄えがいいと判断し、予定より長めで編集し宣伝に力を入れるよう指示し、大作一本立て興行を決め、1978年5月10日に東映本社で行われた記者会見で、正式に1978年6月17日から五週間の一本立て興行を発表した。
1978年の東映番線での一本立て興行は、本作を含め『柳生一族の陰謀』『宇宙からのメッセージ』『日本の首領 完結篇』の4本。『冬の華』は人情ややくざもので力を入れたが、シビアな観客の好むところとならず興行は振るわなかったとされる。

## 逸話
山口百恵と三浦友和はゴールデンコンビと呼ばれ、多くの映画・テレビドラマで共演したが、映画4本目の『エデンの海』のとき、山口の相手役を三浦以外にキャスティングすると、三浦に戻せとファンが猛抗議し、以降もコンビ作品が続き、東宝の幹部も「百恵と友和の映画は、春と夏に簡単に手早く簡単に作ってさえいれば、お客が入るんで、これがいちばん安全な商売だ」と言っていたといわれた。しかし『冬の華』の製作がスタートした1977年には「百恵・友和コンビ」作品も7本、8本となり、百恵のファンから、三浦以外の俳優と共演する映画や、大作映画にも出て欲しいという声が上がった。前述のように倉本はヒロイン松岡洋子を山口百恵を想定して脚本を書いており、降旗がちょうど山口主演のテレビドラマ「赤いシリーズ」を演出していたため、山口に直接「出ないか」と話をしたが、色々な事情があり、東宝と契約しているので勘弁してほしいと断られた。映画評論家の白井佳夫が、当時「近代映画」で持っていた連載にてこれを読者に問題提起すると議論が白熱したため、直接倉本聰に会い、倉本から以下の説明を聞き出した。「まず、高倉健さんも僕も、できあがった映画『冬の華』のヒロインをやった池上季実子さんは本当にとてもよかった、と思っているということを申し上げておきたいと思います。ただ、『冬の華』という企画をスタートした時には、健さんも僕も、あの役をやるのは山口百恵さん以外にいない、と考えていたのは本当です。だから出演場面はできるだけ短期間で撮影できて、しかも彼女の魅力が出せるように工夫がしてあります。もし最初から池上季実子さんをイメージしていたのだったら、僕はあの役をもう少し違えて書いたろうと思います。しかしホリプロからは、スケジュールが合わないということでお断りを受けました」と述べた。以降の倉本の話は「ホリプロから過去二回、シナリオ執筆の依頼があったが、短期間で書いてくれといわれ辞退するしかなかった」「山口百恵のシナリオ作者としての夢は失った」「山口百恵は忙し過ぎで、あるテレビドラマで共演シーンを実際の顔合わせなしで別撮りすると言われた大物女優が降板した」「僕なんかと仕事をするのとは違う世界の人、若い女優はタレントであって女優ではない。若いタレントは恋愛に対しては自分の意志を貫くが、こと仕事に対しては貫かない」など、よほど山口のシナリオを書きたかったようで、結構な批判を述べている。

## 作品の評価
ヒットせず、東映内部ではいまひとつ評判が良くなかったが、水野晴郎が「男の心のやさしさが、男の生き方の強さが、私の心をすばらしい感動で揺さぶる」などと批評家筋には高評価を得るなど、東映以外では高く評価されたため、本作から降旗＆高倉コンビの映画が始まった。この後、倉本が東宝に企画を持って行ったのが、降旗＆高倉コンビのよる次作『駅 STATION』で、以降もこのコンビで三作品が東宝で製作された。
森達也は「ファーストシーンの砂浜で、風車を持った少女が走って来て、お父さんの池部良が死んでるのを見て、風車を地面に刺すけど、子どもは絶対に刺さない。まだ3歳児ですよ、誰か現場で止めろよですよ。デリカシーのなさがすごく嫌。ひとつひとつのエピソードも杜撰で、シャガールやチャイコフスキーとかも含めて非常にスノッブで甘い。『仁義なき戦い』のパロディみたいなシーンも沢山あって、それが俳優や音楽も含めて悪ふざけの域を脱してない」、井上淳一は「『冬の華』はやくざ映画をパロディに戯画化していく中で、非常に置き方があざとくて計算がみえみえで嫌」などと批判している。

### 後の作品への影響
従来の高倉健のイメージは任侠映画などで演じてきた世間のシステムからはみだした渡世人であったが、『幸福の黄色いハンカチ』を経て、本作で市民的なイメージへのシフトが決定的なものとなり、キャリアの上での転換点となった。伊藤彰彦は、高倉健にとって昭和が終わったのは自ら演じてきたヤクザ映画を戯画化した本作に出演したときであり、同時に育ての親の俊藤浩滋との訣別にもなったとする。本作は高倉と俊藤のコンビによる最後の映画となり、以降は俊藤がどんな映画を企画してオファーしても高倉が応じることはなく、本作は俊藤にとって夢の終わりになり、以後は市井の人を演じていくことになる高倉にとっては始まりになったと伊藤は位置づけた。
第10期東映ニューフェイス合格者ながら、長らく端役を続けていた小林稔侍が、高倉の舎弟分で足を洗った無口な板前役を演じ高い評価を得て、役者活動17年目にしてブレイクした。『冬の華』で褒められてから小林は「スポーツニッポン」を購読している。山田太一は『冬の華』から発想して長谷川伸の世界の住人の市民版を「ふぞろいの林檎たちパートII」で小林稔侍のために書いた。